# Первомайское (Луганская область)
Первомайское (укр. Первомайське) — село в Марковском районе Луганской области Украины. Входит в Краснопольский сельский совет.
Население по переписи 2001 года составляло 265 человек. Почтовый индекс — 92412. Телефонный код — 6464. Занимает площадь 1,236 км². Код КОАТУУ — 4422584405.

## Происхождение названия
Село было названо в честь праздника весны и труда Первомая, отмечаемого в различных странах 1 мая; в СССР он назывался Международным днём солидарности трудящихся.
На территории Украиской ССР имелись 50 населённых населённых пунктов с названием Першотравневое и 27 — с названием Первомайское.

## Местный совет
92410, Луганська обл., Марківський р-н, с. Красне Поле, пл. Перемоги, 1  (укр.)